# 拉昌卡河
拉德昌卡河（烏克蘭語：Радчанка）是烏克蘭西部的河流，發源自博霍羅恰內以東。該河流經伊萬諾-弗蘭科夫斯克州的伊萬諾-弗蘭科夫斯克區，河道全長12公里，流域面積41.7平方公里。